# 衡南岐山森林公园
衡南岐山森林公园，位于湖南省衡阳市衡南县境内的岐山，属于湖南省省级森林公园。

## 沿革
岐山，原名凤凰山，为南岳七十二峰之一。
1996年，由衡南县政府批准，建立岐山森林公园，设岐山森林公园管理局。
1998年，升格为省级森林公园。

## 生态
森林公园内有银杏、三尖杉、闽楠、花榈木等国家保护树种。古银杏26株，其中10株古银杏树龄超过300年。
森林公园内主要拥有以下野生动物：
哺乳类：箭猪、穿山甲、松鼠、竹鼠、黄鼬、青鼬。
爬行类：山龟、金环蛇、银环蛇、祁蛇、竹叶青。
鸟类：猫头鹰、山斑鸠、雉、喜鹊、乌鸦、锦鸡、竹鸡、黄鹂、八哥、啄木鸟、布谷鸟、山雀。

## 脚注
1. ↑  尹, 朝辉. . 衡阳广电网. 2015年12月10日. （原始内容存档于2017年2月13日）.
2. 1 2 3 4  . . 方志出版社. 2008年: 1254. ISBN 9787514412246.